# Michał Németh
Michał Németh (ur. 1980 we Wrocławiu) – językoznawca, hungarysta i turkolog, profesor nauk humanistycznych w dyscyplinie językoznawstwo, profesor Uniwersytetu Jagiellońskiego w Krakowie. Jest autorem licznych prac naukowych z zakresu językoznawstwa historycznego. Specjalizuje się w badaniach nad językiem karaimskim, nad kontaktami słowiańsko- i turkijsko-węgierskimi oraz nad historią węgierskiego słownictwa. Jest prawnukiem karaimskiego pisarza Sergiusza Rudkowskiego.

## Życiorys naukowy
W 2006 roku ukończył na Uniwersytecie Jagiellońskim studia na dwóch kierunkach: na filologii tureckiej oraz na filologii węgierskiej. W kwietniu 2011 na podstawie rozprawy pt. Unknown Lutsk Karaim letters in Hebrew script (19th–20th centuries). A critical edition uzyskał na Wydziale Filologicznym Uniwersytetu Jagiellońskiego stopień naukowy doktora nauk humanistycznych w dyscyplinie językoznawstwo w specjalności turkologia. Rozprawa ukazała się drukiem w 2011 roku jako 12. tom serii Studia Turcologica Cracoviensia. W styczniu 2020 roku uzyskał stopień doktora habilitowanego w dyscyplinie językoznawstwo.
W latach 2012–2019 był kierownikiem dwóch projektów badawczych finansowanych przez Narodowe Centrum Nauki. Od lutego 2019 roku kierownik grantu Europejskiej Rady ds. Badań Naukowych (ERC) pod tytułem (Re)constructing a Bible. A new approach to unedited Biblical manuscripts as sources for the early history of the Karaim language, zaangażowany w badanie spuścizny piśmienniczej Karaimów. Członek rad redakcyjnych trzech czasopism naukowych: „Karaite Archives” (Poznań – od momentu jego założenia do jego zamknięcia w 2017 roku), „Almanach Karaimski” (Wrocław) oraz „International Journal of Eurasian Linguistics” (Boston, Leiden, wyd. Brill – od momentu założenia czasopisma). Członek Societas Uralo-Altaica (Getynga, Niemcy). Laureat licznych stypendiów i nagród, w tym dwóch stypendiów Fundacji im. Alexandra von Humboldta, stypendium ministra nauki i szkolnictwa wyższego dla wybitnych młodych naukowców (2015–2018) oraz medalu im. Zoltána Gombocza, prestiżowego wyróżnienia przyznawanego przez Węgierskie Towarzystwo Językoznawcze. Członek rzeczywisty Academia Europaea (sekcja Filologii Klasycznej i Orientalnej). W lipcu 2024 roku uzyskał tytuł profesora nauk humanistycznych w dyscyplinie językoznawstwo.

## Publikacje
Do ważniejszych publikacji książkowych Michała Németha należą:
- Michał Németh: Zapożyczenia węgierskie w gwarze orawskiej i drogi ich przenikania. Kraków: Księgarnia Akademicka, 2008. ISBN 978-83-7188-134-3. Brak numerów stron w książce
- Michał Németh: Unknown Lutsk Karaim letters in Hebrew script (19th–20th centuries). A critical edition. Kraków: Wydawnictwo Uniwersytetu Jagiellońskiego, 2011, seria: Studia Turcologica Cracoviensia, 12. ISBN 978-83-233-3216-9. Brak numerów stron w książce
- Michał Németh: Zwięzła gramatyka języka zachodniokaraimskiego z ćwiczeniami. Poznań: Katedra Studiów Azjatyckich, Uniwersytet im. Adama Mickiewicza, 2011, seria: Prace Karaimoznawcze, 1. ISBN 978-83-927990-3-0. Brak numerów stron w książce
- Michał Németh: Middle Western Karaim. A critical edition and linguistic analysis of the pre-19th-century Karaim interpretations of Hebrew «piyyutim». Leiden, Boston: Brill, 2020, seria: Languages of Asia, 22. ISBN 978-90-04-41422-8. Brak numerów stron w książce
- Michał Németh: The Western Karaim Torah. A Critical Edition of a Manuscript from 1720. Leiden, Boston: Brill, 2021, seria: Languages of Asia, 24. ISBN 978-90-04-44737-0. Brak numerów stron w książce